# Opornyy Point
Opornyy Point är en udde i Antarktis. Den ligger i Östantarktis. Norge gör anspråk på området.
Terrängen inåt land är mycket platt. Havet är nära Opornyy Point åt nordväst. Trakten är obefolkad. Det finns inga samhällen i närheten.